# Neil Bartlett (químico)
Neil Bartlett (Newcastle-upon-Tyne, 15 de septiembre de 1932-Walnut Creek, California, 5 de agosto de 2008) fue un químico británico que se especializó en el estudio del flúor, y se hizo famoso por la creación de los primeros compuestos de gases nobles. Enseñó química en la Universidad de California, Berkeley, Estados Unidos.

## Biografía
Neil Bartlett nació el 15 de septiembre de 1932 en Newcastle-upon-Tyne, Inglaterra. El interés de Bartlett en la química se remonta a un experimento en la Heaton Grammar School, cuando sólo tenía doce años, en el que preparó cristales "hermosos, bien formados" por la reacción de una solución acuosa de amoníaco con sulfato de cobre. Exploró la química mediante la construcción de un laboratorio improvisado en casa de sus padres, utilizando productos químicos y material de vidrio que compró en una tienda local de suministros. Asistió al King's College, de la Universidad de Durham, en el Reino Unido, donde obtuvo una Licenciatura en Ciencias (1954) y luego un doctorado (1958).
En 1958, Bartlett comenzó su carrera al ser nombrado profesor de química en la University of British Columbia en Vancouver, Canadá donde alcanzaría el rango de profesor titular. Durante su estancia en la universidad, hizo su descubrimiento fundamental de que los gases nobles eran lo suficiente reactivos como para formar enlaces. Permaneció allí hasta 1966, cuando se trasladó a la Universidad de Princeton como profesor de química y miembro del personal de investigación de los laboratorios Bell. A continuación, pasó a trabajar en 1969 en el departamento de química de la Universidad de California en Berkeley como profesor de química hasta su jubilación en 1993. También fue un científico del Laboratorio Nacional Lawrence Berkeley desde 1969 hasta 1999. En 2000 se convirtió en ciudadano nacionalizado de los Estados Unidos. Murió el 5 de agosto de 2008 por una rotura de aneurisma de aorta.

## Investigación
La especialidad principal de Bartlett fue la química del flúor y de los compuestos que contienen flúor. En 1962, Bartlett preparó uno de los primeros compuestos de gases nobles, hexafluoroplatinato de xenón, Xe+
(PtF
6)−
. Esto contradice los modelos establecidos sobre el enlace químico (regla del octeto o regla de los 8 electrones), ya que se creía que todos los gases nobles eran totalmente inertes a la combinación química. Posteriormente, otros químicos sintetizaron fluoruros de xenón: XeF
2, XeF
4 y XeF
6.

## Premios y honores
En 1968 fue galardonado con la Medalla Cresson Elliott. En 1973 fue nombrado Fellow de la Royal Society (Reino Unido). En 1976 recibió el Premio Welch de Química por su síntesis de los compuestos químicos de los gases nobles y la apertura consiguiente de amplios campos de investigación nuevos en química inorgánica. En 1979 fue elegido como socio extranjero de la Academia Nacional de Ciencias (EE. UU.). En 2006 la investigación sobre la reactividad de los gases nobles fue designada conjuntamente por la American Chemical Society (ACS) y la Sociedad Canadiense de Química (CSC) como monumentos químicos históricos de nivel internacional en reconocimiento a su importancia para la comprensión científica del enlace químico. La ACS también tiene su monumento químico histórico nacional.